# Масерија Фуско-Траверзано (Беневенто)
Масерија Фуско-Траверзано је насеље у Италији у округу Беневенто, региону Кампанија.
Према процени из 2011. у насељу је живело 20 становника. Насеље се налази на надморској висини од 254 м.